# たべるダケ
『たべるダケ』は、高田サンコによる日本の漫画。『月刊!スピリッツ』（小学館）にて2011年2月号から2014年1月号まで連載。

## あらすじ
職業・年齢などが全てが謎の女。彼女は突然現れて、その後食卓を囲むのであった。

## 書誌情報
- 高田サンコ『たべるダケ』小学館（ビッグスピリッツコミックススペシャル）、全4巻
  1. 2011年11月30日発売 ISBN 978-4-09-184218-3
  2. 2012年5月30日発売 ISBN  978-4-09-184549-8
  3. 2013年6月28日発売 ISBN 978-4-09-185340-0
  4. 2014年1月30日発売 ISBN 978-4-09-186084-2

## テレビドラマ
『たべるダケ』のタイトルでテレビドラマ化。2013年7月12日から9月27日までテレビ東京系列の金曜24:52 - 25:23枠（JSTでは翌日土曜日0:52 - 1:23）において放送されていた。主演は後藤まりこ。ドラマ版では主人公にシズルの名前が与えられている。

### キャスト
役名は公式ホームページ、テレビ東京週間番組表から引用。

#### 主人公
シズル
演 - 後藤まりこ
食べ物をたべるダケの神出鬼没で不思議な女性。唯一発する言葉は、食べ始める時の『いただきます。』のみ。

#### YUMMY YUMMY
柿野 義孝〈37〉
演 - 新井浩文
営業部社員。バツ3。本業とは別に慰謝料や養育費を支払うために夜間警備のアルバイトをしている。運に見放され全くついていない人生のどん底の中で、見ているだけで元気になれるシズルと出会う。
柿野はシズルの何でも美味しく食べる姿に魅了され、シズル感から「シズル」と命名する。
薮内 久美
演 - 石橋杏奈
私に魅了されない男性は存在しないくらい素敵女子だというのに、全く相手にしない同僚・柿野や自分を振った広告代理店のイケメンも異常でおかしいと思っている。
初めてシズルと出会ったときに格好が水島上等兵に見えたことから、彼女のことを「ミズシマ」と呼ぶ。
吉田 優奈
演 - 岡村いずみ
横山 典子
演 - 小飯塚貴世江
男性社員A
演 - 池上幸平
男性社員B
演 - 本多力
男性社員C
演 - 草野イニ
赤松 肇
演 - 古舘寛治
営業部部長。フランソワ民子の星占いのファン。行きつけの中華料理屋の小さな疑問を解決するため、再び来店した店先で、偶然街で見かけたぼったくりの占い師・シズルがお腹を空かしている姿に見兼ねて、回鍋肉の定食と単品の価格設定を比較する目的もあって、ご飯を御馳走する。

#### 柿野の元妻
童門 佳代子
演 - 霧島れいか
1番目の妻。子供あり。
高津戸 晴香〈32〉
演 - 井上和香
2番目の妻。朝のジョギング中に公園でスイカ割りをしているシズルと出会う。
相田 美和
演 - 安田美沙子
3番目の妻。現在の彼氏・拓未のために働いていたキャバクラを辞める。

#### 元妻の関係者
堂門 和沙
演 - 葵わかな
柿野・佳代子の娘。シズルの登場で同級生の2人に好意を持たれていた気持ちが彼女に奪われ、対抗心を燃やす。
山本 拓未
演 - 金子ノブアキ
美和の彼氏。オフィス・アレジメント・サービス作業員。仕事の休憩中にセーラー服を着たシズルに水鉄砲で攻撃される。客がいない食堂の席に座ったとき、いつのまにか目の前にシズルが座っていることに驚かされる。
納豆に卵をかけて食べる女性は許せなかったが、シズルだけは不思議と受け入れることができた。

#### その他
横井 和人
演 - 上遠野太洸
柿野の夜間警備の先輩。やる気がない柿野に「大人らしく真面目に仕事をしろ」と叱り飛ばす。祖母との二人暮らしでバイトを2つ掛け持ちし働きながら定時制高校に通い、医科大学を目指している。
勝手に自宅に上がり込んだシズルに成り行きのまま、簡単な手料理を振る舞う。
桐生 誠
演 - 徳山秀典
FXなどで多額の金を稼ぐ男。仲間を集めて海辺でパーティを開いていたときに、瀕死の状態で浅瀬に上がったシズルを介抱する。
スミス
演 - 近藤芳正
桐生のホイッスル一吹きで駆けつける付き人。
田中
演 - 小川光樹
水沼
演 - 前田航基
上記2名は和沙の同級生。親友同士で和沙を好きになり一時は関係がぎくしゃくしてしまうが、シズルの食べる仕草に心を奪われ、大人の魅力を新しく発見したことで、仲良しな関係も壊れることはなく元に戻った。
サミュエル・マーティン・鈴木
演 - 松尾スズキ
YUMMY YUMMYと取引している外国人社長。生臭くなまぬるい刺身と熱いご飯を一緒に食べるのが苦手。大事な商談を乗り切るために苦手な刺身を食べられるようにして欲しいと柿野と藪内に相談する。

#### ゲスト
ゲストの役名はテレビ東京週間番組表及びエンドクレジットより引用 複数話・単話登場の場合は演者名の横の括弧（）内に表記
テレビ東京週間番組表の引用（第2話・第3話・第6話・第7話・第10話・最終話）
第1話
現場監督
演 - 及川いぞう
ポスター
演 - 北方謙三
第2話
イケメン
演 - 小西遼生（第7話）
店員
演 - 西田薫
サラリーマンA
演 - 兒玉宣勝
サラリーマンB
演 - 大石結介
第3話
猪野塚 慶太
演 - 永岡卓也
晴香の同僚社員。
第4話
店主
演 - 坂本文子
第6話
藤原 梨香
演 - 橋本マナミ
山本の浮気相手。オフィス・アレジメント・サービス事務員。
富田
演 - 矢本悠馬
山本の後輩。オフィス・アレジメント・サービス作業員。
第7話
中華料理店の女将
演 - 椿鬼奴
第9話
長谷川さん
演 - 長谷川初範
第10話
横井 初代
演 - 佐々木すみ江
和人の祖母。
石井 優斗
演 - 持丸加賀
和人の中学時代の同級生。浪人中。
介護士
演 - 富永茜
待受画面
演 - 北方謙三
第11話
古本屋の店主
演 - 枡野浩一
最終話
葛城
演 - 団時朗
高級レストランシェフ。

### スタッフ
- 原作 - 高田サンコ『たべるダケ』（「月刊!スピリッツ」連載中 / 小学館）
- 脚本 - 北川亜矢子、一雫ライオン
- 音楽 - 未知瑠
- 監督 - 藤村享平、吉見拓真、石川勝己
- オープニングテーマ - SAKANAMON「花色の美少女」（Victor / Getting Better）
- エンディングテーマ - 後藤まりこ「sound of me」（DefSTAR RECORDS）
- 助監督 - 石川勝己、山下和徳
- 音楽プロデューサー - 篠崎恵子
- フードコーディネーター - 川崎尚美、山田美保
- ヘッドドレス制作 - 木村美緒
- タイトル - 田中健一
- VFXプロデューサー - 菅原悦史
- CGディレクター - 今井真司
- 協力 - 大嶽恵一（北方謙三写真提供）
- プロデューサー - 大和健太郎、豊島雅郎、小川真司、清水啓太郎
- ラインプロデューサー - 吉見拓真
- アソシエイトプロデューサー - 前島和子
- アシスタントプロデューサー - 利光裕、佐藤永麻、中里友樹
- 制作協力 - BAIDGEHERD、松竹撮影所
- 制作 - テレビ東京、アスミック・エース
- 製作著作 - 「たべるダケ」製作委員会

### 放送日程
| 放送回 | 放送日  | たべたメニュー   | たべた相手               | 脚本                    | 監督     |
| ------ | ------- | ---------------- | ------------------------ | ----------------------- | -------- |
| 第1話  | 7月12日 | 赤玉ミックス     | 柿野義孝                 | 北川亜矢子 一雫ライオン | 藤村享平 |
| 第2話  | 7月19日 | ハンバーグ       | 薮内久美                 | 北川亜矢子 一雫ライオン | 藤村享平 |
| 第3話  | 7月26日 | 魚の煮付け       | 高津戸晴香               | 北川亜矢子              | 藤村享平 |
| 第4話  | 8月02日 | もんじゃ焼き     | 堂門和沙 田中 水沼       | 北川亜矢子              | 藤村享平 |
| 第5話  | 8月09日 | サザエのつぼ焼き | 桐生誠                   | 一雫ライオン            | 吉見拓真 |
| 第6話  | 8月16日 | 卵納豆かけごはん | 山本拓未                 | 北川亜矢子              | 藤村享平 |
| 第7話  | 8月23日 | 回鍋肉           | 赤松肇                   | 北川亜矢子              | 石川勝己 |
| 第8話  | 8月30日 | スイーツ         | 柿野義孝 堂門和沙        | 北川亜矢子              | 吉見拓真 |
| 第9話  | 9月06日 | お刺身定食       | 長谷川さん               | 一雫ライオン            | 藤村享平 |
| 第10話 | 9月13日 | タラ&タラコ      | 横井和人                 | 一雫ライオン            | 藤村享平 |
| 第11話 | 9月20日 | もりそば         | 薮内久美                 | 一雫ライオン            | 藤村享平 |
| 最終話 | 9月27日 | 最後の晩餐       | 柿野義孝 薮内久美 桐生誠 | 一雫ライオン            | 吉見拓真 |

#### 備考
- 第11話は25:22 - 25:53放送。

### ネット局と放送時間
| 放送地域       | 放送局                | 系列                          | 放送期間                 | 放送日時                 | 備考         |
| -------------- | --------------------- | ----------------------------- | ------------------------ | ------------------------ | ------------ |
| 関東広域圏     | テレビ東京（TX）      | テレビ東京系列                | 2013年7月12日 - 9月27日  | 金曜 24時52分 - 25時23分 | 制作局       |
| 北海道         | テレビ北海道（TVh）   | テレビ東京系列                | 2013年7月12日 - 9月27日  | 金曜 24時52分 - 25時23分 | 同時ネット   |
| 大阪府         | テレビ大阪（TVO）     | テレビ東京系列                | 2013年7月12日 - 9月27日  | 金曜 24時52分 - 25時23分 | 同時ネット   |
| 福岡県         | TVQ九州放送（TVQ）    | テレビ東京系列                | 2013年7月12日 - 9月27日  | 金曜 24時52分 - 25時23分 | 同時ネット   |
| 岡山県・香川県 | テレビせとうち（TSC） | テレビ東京系列                | 2013年7月23日 - 10月8日  | 火曜 25時05分 - 25時35分 | 11日遅れ     |
| 和歌山県       | テレビ和歌山（WTV）   | 独立局                        | 2013年7月28日 - 10月13日 | 日曜 24時00分 - 24時30分 | 16日遅れ     |
| 福島県         | テレビユー福島（TUF） | TBS系列                       | 2013年10月23日 -         | 水曜 25時28分 - 25時58分 | 103日遅れ    |
| 日本全国       | BSジャパン            | テレビ東京系列 BSデジタル放送 | 2014年1月3日             | 6時00分 - 12時00分       | 12話連続放送 |

| テレビ東京 金曜 24:52 - 25:23枠                       | テレビ東京 金曜 24:52 - 25:23枠              | テレビ東京 金曜 24:52 - 25:23枠                                          |
| 前番組                                                | 番組名                                       | 次番組                                                                   |
| ----------------------------------------------------- | -------------------------------------------- | ------------------------------------------------------------------------ |
| ヴァンパイア・ヘヴン （2013年4月12日 - 2013年7月5日） | たべるダケ （2013年7月12日 - 2013年9月27日） | ノーコン・キッド 〜ぼくらのゲーム史〜 （2013年10月4日 - 2013年12月20日） |